# Chaos Computer Club
O Chaos Computer Club (CCC) é uma associação alemã de hackers.
Seus objetivos mais importantes são liberdade de acesso à informação, liberdade de expressão e a exigência demais transparência nos governos. A sociedade está aberta a todos que se identificam com estes objetivos.
Embora os hackers se descrevam como comunidade galáctica, que não quer ser instruída em atos de administração, há uma associação registrada com aproximadamente 5500 membros.
O CCC foi criado com a finalidade de dar aos hackers uma plataforma, de modo que pudessem relatar atividades, sem temer perseguições.

## História
O CCC foi fundado em Berlim em 12 de setembro de 1981 no jornal die tageszeitung por Herwart Holland-Moritz, mais conhecido como Wau Holland, e outros, em antecipação ao papel proeminente que a tecnologia da informação teria sobre a maneira das pessoas viverem e se comunicarem.
Em 1989, o CCC foi envolvido no primeiro caso de ciber-espionagem internacional. Um grupo de hackers alemães, conduzidos por Karl Koch (que era ligado ao CCC) foi pego burlando os sistemas do governo dos Estados Unidos e computadores incorporados e vendendo o código fonte dos sistemas operacionais aos soviéticos.
O CCC é mais conhecido por suas demonstrações públicas de riscos da segurança. Em 1996, os membros do CCC demonstraram um ataque de encontro à tecnologia ActiveX da Microsoft, mudando dados pessoais em uma base de dados Quicken.
Em abril de 1998, o CCC demonstrou com sucesso a clonagem de cartão de cliente GSM, burlando o algoritmo de encriptação A10.

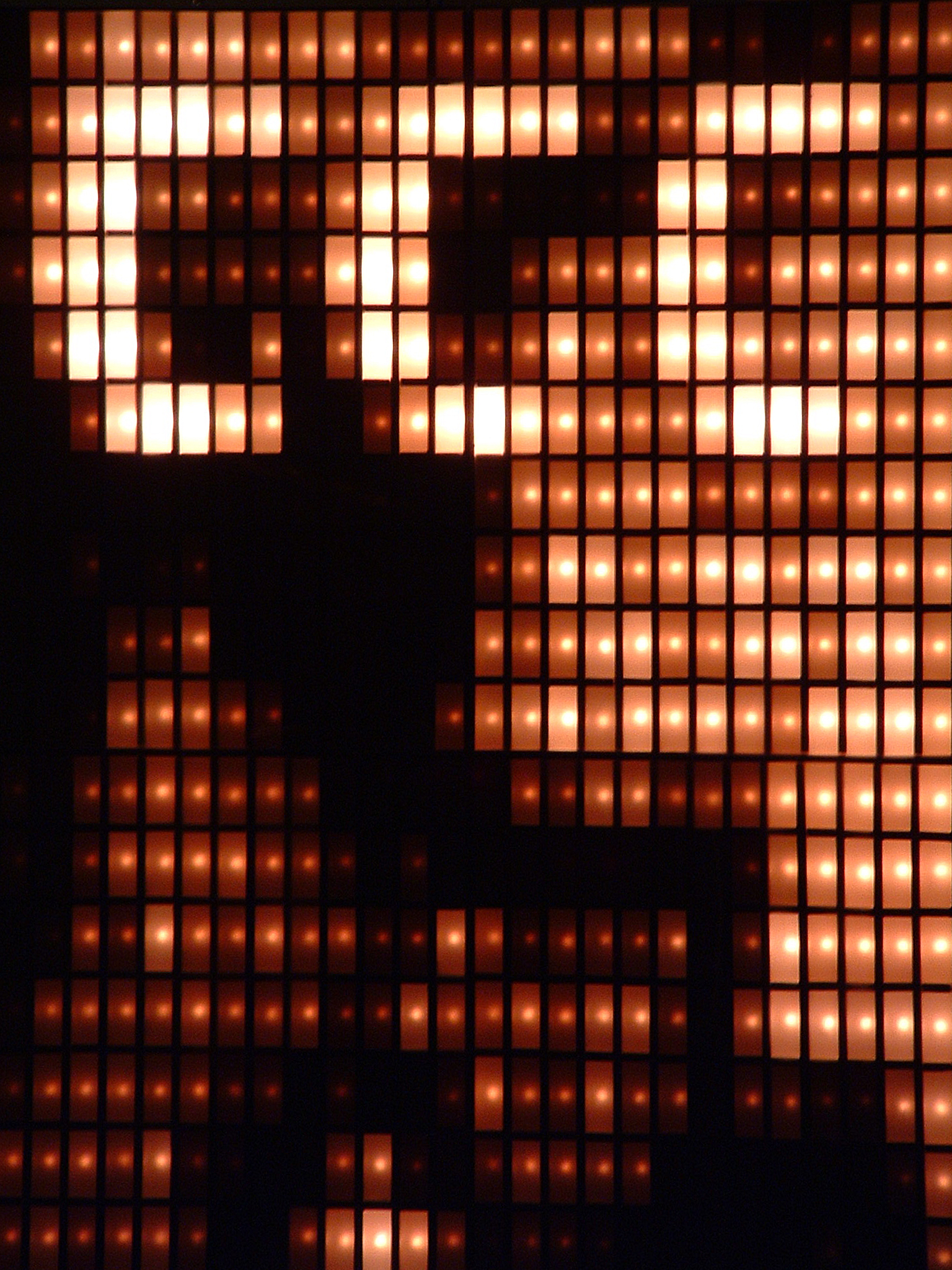
Chaos Communication Congress im BCC, Berlin, Deutschland – Blinkenlights.

Em 2001, o CCC comemorou seu vigésimo aniversário com instalação do projeto dubbed Blinkenlights que transformou o edifício Haus des Lehrers, em Berlim, em uma tela de computador gigante.
Em 2014, o CCC demonstrou a clonagem de impressão digital por meio de fotografias feitas por câmeras convencionais abordando a não segurança do uso da Biometria.
Uma continuação, Arcade dubbed, na Bibliothèque nationale de France foi a maior instalação de luz do mundo.

## Atividades

### Eventos regulares

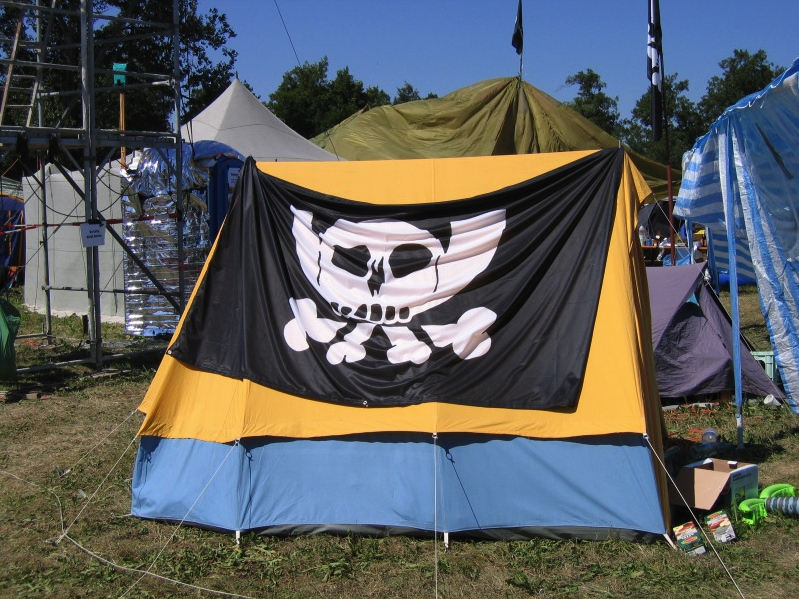

A CCC realiza o evendo anual Chaos Communication Congress, a maior reunião hacker da Europa. Quando o evento era realizado no centro de congressos em Hamburgo em 2013 atraiu 9.000 convidados. Para a edição de 2016, 11.000 convidados eram esperados, com ainda mais pessoas assistindo via streaming.
A cada cinco anos, o Chaos Communication Camp é uma opção ao ar livre para hackers do mundo inteiro. O CCC também foi realizou de 2009 a 2013 uma conferencia anual chamada SIGINT em Colônia que se focava no impacto da digitalização na sociedade. A conferencia SIGINT deixou de ser realizada em 2014. Outro evento anual da CCC acontece no final de semana da Páscoa é o Easterhegg, mais direcionado a workshops que os outros eventos.
A CCC frequentemente usa a estação c-base em Berlim como local de evento ou como sala funcional.